# 크로콤시

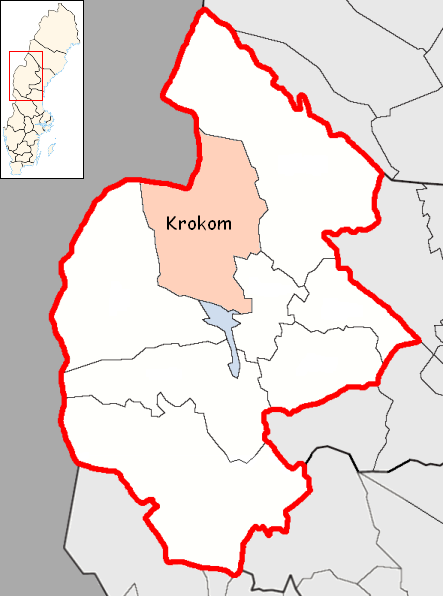
크로콤 시의 위치

크로콤시(스웨덴어: Krokoms kommun)는 스웨덴 옘틀란드주에 위치한 지방 자치체로 행정 중심지는 크로콤이며 면적은 6,812.75km2, 인구는 14,843명(2016년 12월 31일 기준), 인구 밀도는 2.2명/km2이다.

시 문장